# Zweckverband Nahverkehr Westfalen-Lippe
Der Zweckverband Nahverkehr Westfalen-Lippe (NWL) ist ein im Januar 2008 gegründeter SPNV-Aufgabenträger mit Hauptsitz in Unna. Weitere Standorte sind Münster, Siegen, Paderborn und Bielefeld. Neben dem Verkehrsverbund Rhein-Ruhr (VRR) und dem Zweckverband go.Rheinland ist der NWL einer der drei Zweckverbände zur Organisation des Schienenpersonennahverkehrs (SPNV) in Nordrhein-Westfalen.
Der NWL ist für die Planung, Organisation und Ausgestaltung des Schienenpersonennahverkehrs in Westfalen-Lippe verantwortlich. Gemeinsam mit seinen Mitgliedszweckverbänden, den Kreisen und Kommunen sowie zahlreichen Partnern gestaltet der NWL bedarfsgerechte und zukunftsfähige Mobilitätsangebote für die Menschen in der Region.
Seit Mai 2025 ist das Eisenbahnunternehmen Eurobahn ein Tochterunternehmen des NWL.
Im Gebiet des NWL gilt der WestfalenTarif.

## Gebiet und Netz
Der Nahverkehr Westfalen-Lippe (NWL) umfasst ein Gebiet in Nordrhein-Westfalen, das aus drei kreisfreien Städten und 16 Kreisen in den Regionen Münsterland, Ostwestfalen-Lippe, Südwestfalen und dem Sauerland besteht. Dort leben rund 5,7 Millionen Menschen – sowohl in urbanen Zentren als auch in ländlichen Räumen. Eingebunden sind 206 Städte und Gemeinden. Neben den Städten Bielefeld (Agglomeration), Münster, Hamm, Paderborn und Siegen umfasst das Gebiet als bevölkerungsreichste Regionen die Kreise Steinfurt, Unna, Coesfeld und den Märkischen Kreis. Durch eine Tarifkooperation besteht zudem eine Verbindung zur Stadt Osnabrück.

### Kreisfreie Städte
- Bielefeld
- Hamm
- Münster

### Kreise
- Borken
- Coesfeld
- Gütersloh
- Herford
- Hochsauerlandkreis
- Höxter
- Lippe
- Minden-Lübbecke
- Paderborn
- Steinfurt
- Unna
- Warendorf
- Märkischer Kreis
- Olpe
- Siegen-Wittgenstein
- Soest

Das Verbandsgebiet erstreckt sich von den westlich gelegenen Regionen um Münster bis in den östlichen Raum um Höxter sowie von den nördlichen Teilen des Kreises Steinfurt bis in den Süden des Kreises Siegen-Wittgenstein. Der NWL grenzt an den Verkehrsverbund Rhein-Ruhr (VRR) sowie go.Rheinland in Nordrhein-Westfalen, an die Landesnahverkehrsgesellschaft Niedersachsen (LNVG), den Nordhessischen Verkehrsverbund (NVV) und den Rhein-Main-Verkehrsverbund (RMV) in Hessen sowie an den Zweckverband Schienenpersonennahverkehr Rheinland-Pfalz Nord (SPNV-Nord); an der niederländischen Grenze an die Provinz Overijssel.
Im NWL-Gebiet verfügen 127 Orte über eine Station des Schienenpersonennahverkehrs (SPNV); davon liegen 107 in zentralen Siedlungsbereichen, 20 in einem angrenzenden Stadt- oder Ortsteil. Der NWL ist zuständig für ein Streckennetz von 1.737 km Länge, auf dem jährlich Fahrleistungen von rund 36 Millionen Zugkilometern erbracht werden. Insgesamt verkehren 58 Nahverkehrslinien, davon 22 Regionalexpress-, 33 Regionalbahn-, 3 S-Bahn-Linien. Der Betrieb wird von 11 Eisenbahnverkehrsunternehmen durchgeführt.

## Aufgaben
Der Nahverkehr Westfalen-Lippe (NWL) ist als Bewilligungsbehörde des Landes Nordrhein-Westfalen für den Schienenpersonennahverkehr (SPNV) in Westfalen-Lippe zuständig. Das Verbandsgebiet umfasst über 19.400 km². Zum Leistungsangebot zählen Regionalexpress-, Regionalbahn- und S-Bahn-Linien, die Verbindungen zwischen Städten und ländlichen Räumen herstellen. Die Aufgaben des Verbandes gehen über den Betrieb von Zugverbindungen hinaus und umfassen die strategische Weiterentwicklung des SPNV als Bestandteil einer nachhaltigen Mobilität.
Kernaufgaben und Instrumente im Überblick
Planung, Organisation und Finanzierung: Der NWL plant Linienführungen, Fahrpläne und Taktungen und legt Qualitätsstandards für den SPNV im Verbandsgebiet fest. Er ist für die Verwaltung und den Einsatz der hierfür bereitgestellten Mittel verantwortlich. Ziel ist ein verlässliches, an den Mobilitätsbedürfnissen der Region orientiertes Angebot.
Förderung und Infrastrukturprojekte:  Der Verband stellt Mittel für Infrastrukturmaßnahmen bereit und fördert Projekte von Kommunen und Verkehrsunternehmen. Hierzu zählen der Ausbau von Schienenwegen, die Modernisierung von Bahnhöfen und Haltepunkten, Maßnahmen zur Barrierefreiheit sowie der Bau von Mobilstationen. Die Umsetzung erfolgt in Zusammenarbeit mit Kommunen, dem Land Nordrhein-Westfalen und Eisenbahninfrastrukturunternehmen.
Wettbewerb und Vergabe: Verkehrsleistungen werden nach europaweiten Ausschreibungen vergeben. Der Vergabeprozess erfolgt auf Grundlage gesetzlicher Vorgaben und soll Transparenz und Wirtschaftlichkeit sicherstellen. Die Einhaltung der vereinbarten Standards wird während der Vertragslaufzeit überwacht.
Vertragsmanagement: Der NWL schließt Verkehrsverträge mit Eisenbahnverkehrsunternehmen, in denen Leistungen, Qualitätskriterien und finanzielle Regelungen festgelegt werden. Die Vertragserfüllung wird fortlaufend kontrolliert.
Vernetzte Mobilität: Der Verband fördert die Verknüpfung verschiedener Verkehrsmittel wie Bahn, Bus, Fahrrad und Carsharing, um durchgängige Reiseketten zu ermöglichen. Hierbei arbeitet er eng mit den zuständigen ÖPNV-Aufgabenträgern zusammen.
Tarifgestaltung und Kundenservice: Mit dem WestfalenTarif hat der NWL einen einheitlichen und flächendeckenden Tarif im Verbandsgebiet geschaffen. Der NWL setzt sich für die Weiterentwicklung des Gemeinschaftstarifs hinsichtlich einfacher und transparenter Tarifstrukturen ein. Optimierte Ticketangebote, E-Ticketing und Online-Vertrieb sollen Zugang zum Nahverkehr erleichtern.
Landesweite Aufgabengebiete
Kompetenzcenter Integraler Taktfahrplan (KC ITF): Das KC ITF ist beim NWL angesiedelt. Als eines der vier vom Land geförderten Kompetenzcenter entwickelt es den NRW-Takt weiter, prüft Fahrpläne und den Infrastrukturbedarf und sorgt dafür, dass Teilraumplanungen miteinander kompatibel sind, auf die Zielnetzplanung 2032/40 einzahlen und im Deutschlandtakt Berücksichtigung finden. Weitere Aufgaben sind die Moderation von Arbeitskreisen auf Landesebene sowie ein jährlicher Qualitätsbericht.
Zukunftsnetz Mobilität NRW (ZNM): Das ZNM unterstützt Kommunen dabei, nachhaltige und attraktive Mobilitätskonzepte zu entwickeln und umzusetzen. Das Netzwerk wird vom Verkehrsministerium gefördert. Die Koordinierungsstelle Westfalen-Lippe ist beim NWL angesiedelt.

## Mitgliedszweckverbände (MZV)
Der NWL ist der Dachverband der fünf westfälischen Zweckverbände:
- Zweckverband Mobilität Ruhr-Lippe (ZRL)
- Zweckverband Mobilität Münsterland (ZVM)
- Zweckverband Personennahverkehr Westfalen Süd (ZWS)
- Zweckverband Verkehrsverbund OWL (VVOWL)
- Nahverkehrsverbund Paderborn-Höxter (NPH)

Seinem gesetzlichen Auftrag entsprechend fungiert der NWL als Bindeglied zwischen Landespolitik, Kreisen und Kommunen. Über seine fünf Mitgliedszweckverbände bündelt er regionale Interessen und setzt diese in strategische Planungen und Mobilitätsprojekten um. In Abstimmung mit den Kreisen und kreisfreien Städten wirkt der NWL entsprechend seines gesetzlichen Auftrags auf eine integrierte Verkehrsgestaltung im ÖPNV hin.

## Gremien des Zweckverbands
Das wichtigste Organ des NWL ist die Zweckverbandsversammlung, die als politisches Entscheidungsgremium die strategische Ausrichtung des SPNV in Westfalen-Lippe festlegt. Sie setzt sich aus 45 Vertretern der fünf Mitgliedszweckverbände zusammen, die die regionalen Mobilitätsinteressen in die Beschlüsse einbringen. Als Hauptorgan der Entscheidungsfindung gibt die Verbandsversammlung die strategischen Leitlinien des NWL vor, die Verwaltung übernimmt die operative Umsetzung. Die Beschlüsse sind für die Verwaltung bindend.
Die Zusammensetzung der Verbandsversammlung ist wie folgt:
- 12 Vertreter aus dem Zweckverband Mobilität Ruhr-Lippe (ZRL)
- 11 Vertreter aus dem Zweckverband Mobilität Münsterland (ZVM)
- 10 Vertreter aus dem Zweckverband Verkehrsverbund OWL (VVOWL)
- 6 Vertreter aus dem Nahverkehrsverbund Paderborn-Höxter (nph)
- 6 Vertreter aus dem Zweckverband Personennahverkehr Westfalen Süd (ZWS)

Der Verbandsvorsteher des NWL führt die laufenden Geschäfte der Verwaltung. Er vertritt den NWL nach außen und sorgt für einen reibungslosen Austausch zwischen Politik und Verwaltung.  Bei seinen Aufgaben wird er von der Geschäftsführung unterstützt. Die Wahl des Verbandsvorstehers erfolgt auf Vorschlag eines Mitgliedszweckverbandes.
Neben der Verbandsversammlung gibt es weitere Gremien, darunter der Ältestenrat und verschiedene Fachausschüsse. Der Ältestenrat sowie die Ausschüsse bestehen jeweils aus 16 Kommunalpolitikern, die von den Fraktionen benannt und von der Verbandsversammlung bestätigt werden.

## Verkehrsunternehmen
Im Auftrag des NWL erbringen verschiedene Eisenbahnverkehrsunternehmen die Leistungen im Schienenpersonennahverkehr (SPNV):
- DB Regio Nord
- DB Regio NRW
- eurobahn
- Hessische Landesbahn
- Kurhessenbahn
- NordWestBahn
- Transdev Hannover
- Transdev Rhein-Ruhr
- National Express
- WestfalenBahn
- Vias Rail
- Start
- TRI (einzelne Leistungen)

## Infrastrukturprojekte
Gemeinsam mit seinen Partnern treibt der NWL den Ausbau und die Reaktivierung von Infrastrukturprojekten im Schienenpersonennahverkehr (SPNV) in Westfalen-Lippe voran. Sie zahlen auf die landesweiten Zielnetzplanungen für 2032 und 2040 ein.
Aktuelle Projekte
Für eine bedarfsgerechnete Vernetzung in und um Münster soll die S-Bahn Münsterland ausgebaut werden. Eine der ersten Maßnahmen dafür ist die Wiederinbetriebnahme der Strecke Münster – Sendenhorst (WLE). Ein weiteres regionales Betriebskonzept ist die S-Bahn OWL. Dazu gehört die für den Personennahverkehr zu reaktivierende Strecke Harsewinkel – Gütersloh – Verl (TWE). Die Reaktivierung der Tecklenburger Nordbahn soll eine direkte Verbindung zwischen Recke in NRW und Osnabrück in Niedersachsen herstellen.
Umgesetzte Reaktivierungsprojekte
| Strecke                    | Länge | Fahrgäste pro Tag | Kosten      | Inbetriebnahme          | Takt        |
| -------------------------- | ----- | ----------------- | ----------- | ----------------------- | ----------- |
| Schwerte Ost – Abzw. Heide |       | 3183 (2012)       |             | 30.05.1999              | 60 min      |
| Gronau – Enschede          | 9 km  |                   |             | 16.11.2001              | 30 min      |
| Lemgo – Lemgo-Lüttfeld     | 1 km  |                   |             | 28.07.2007              | 60 min      |
| Brilon Wald – Brilon Stadt | 7 km  | 268 (2012)        | 1,86 Mio. € | 11.12.2011              | etwa 60 min |
| Marienheide – Meinerzhagen | 9 km  |                   |             | 27.02.2014              | 60 min      |
| Meinerzhagen – Brügge      | 15 km |                   |             | 10.12.2017 / 15.12.2019 |             |